# Actias angulocaudata
Actias angulocaudata is een vlinder uit de onderfamilie Saturniinae van de familie nachtpauwogen (Saturniidae). De wetenschappelijke naam van de soort is voor het eerst geldig gepubliceerd door Stefan Naumann & Thierry Bouyer in 1998.

## Type
- holotype: "male, VII.1997. leg. Wang. en genitalia slide S. Naumann no. 203/97"
- instituut: ZMHU, Berlijn, Duitsland
- typelocatie: "China, Hubei, West Hubei, Changyang county suburb, 30°32'N, 111°40'E"